# Lehre (Technik)

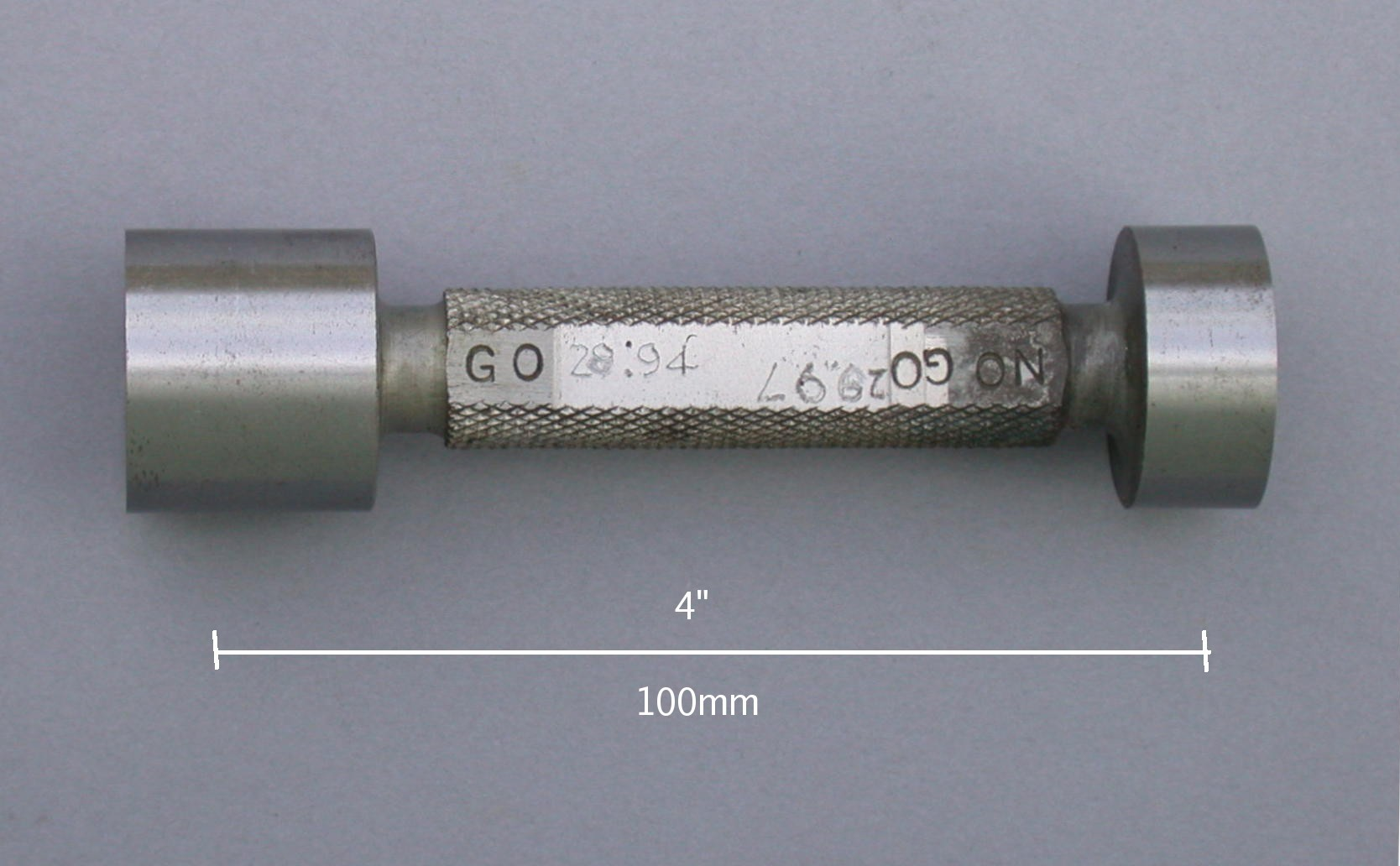
Grenzlehrdorn für Bohrungen (Grenzlehre)

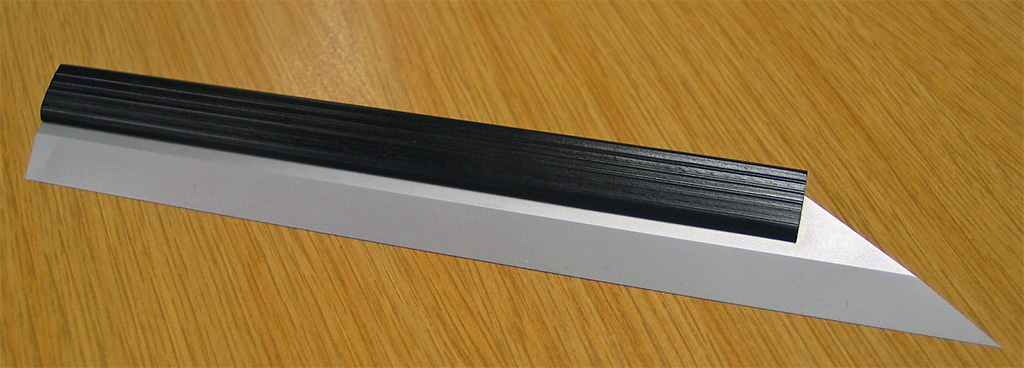
Haarlineal (Formlehre)

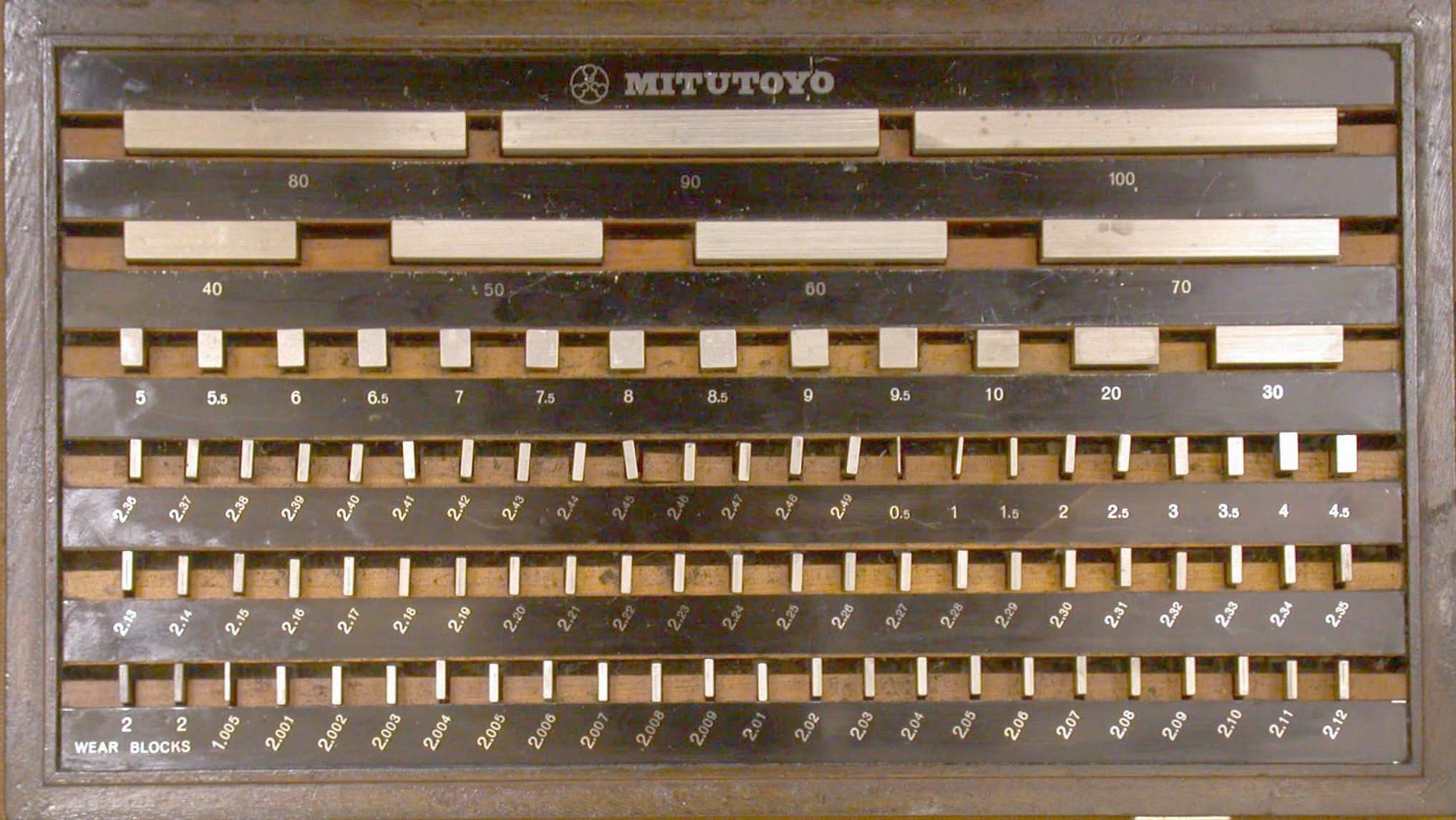
Satz aus mehreren Parallelendmaßen (Maßlehren)

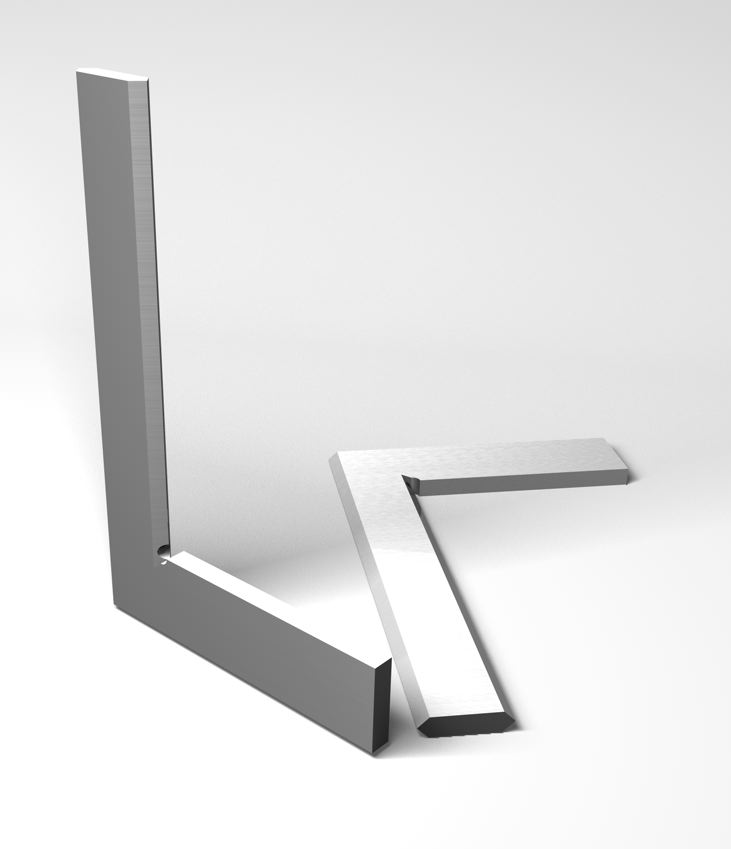
Haarwinkel

Eine Lehre dient als Bezugsnormal für vorher festgelegte Maße und Formen. Die Lehre verkörpert dabei das physische Maß oder die Form (Maßverkörperung). Lehren kommen in der Messtechnik, Produktion und Montage zum Einsatz.
Mit einer Lehre wird geprüft und nicht gemessen. Denn mit einer Lehre kann kein Zahlenwert festgestellt, sondern lediglich der Sollzustand (Lehre) mit dem Istzustand des Prüflings verglichen werden.
Toleranzen finden sich entweder in anwendbaren Normen oder werden nach konstruktiven Gesichtspunkten festgelegt.
Lehren dienen der Überprüfung von Vorgabemaßen. Ihre Anwendung birgt in der Regel weniger Fehlerquellen als eine Messung und liefert eine eindeutige Aussage (Gut oder Ausschuss). Auch eine mehrstufige Aussage (zwei Zehntel überschritten, drei Zehntel noch nicht erreicht) ist möglich.
Lehren in der Messtechnik sowie im Maschinen- und Anlagenbau bestehen meist aus gehärtetem Werkzeugstahl, während die Messflächen aus Hartmetall gefertigt und in der Regel feingeschliffen oder geläppt sind.
Auch Kombinationen von Lehren mit Messwerkzeugen werden häufig als Lehre bezeichnet. So etwa, wenn ein dem Prüfling angepasstes Formteil mit mehreren Messuhren versehen ist. Im Automobilbau beispielsweise werden Kurbelwellen, Ventildeckel oder Stoßfänger oft an mehreren Punkten gleichzeitig vermessen, und teilweise auch direkt ausgerichtet. Die gesamte, speziell für ein Einzelteil gefertigte Prüf- bzw. Messvorrichtung kann dann als Lehre bezeichnet werden.
Der oft als „Schieblehre“ (süddeutsch) oder „Schublehre“ (österr.) bezeichnete Messschieber dient in der Regel zum Messen, kann oft aber auch als Lehre verwendet werden. Denn sofern er über eine Feststellschraube oder -klemmung verfügt, können beliebig viele gleiche Teile auf ein voreingestelltes Maß hin überprüft werden.

## Prüftechnik
- Maßlehren gehören zu einem Lehrensatz, bei dem das Maß von Lehre zu Lehre zunimmt. Siehe Endmaße und Fühlerlehren
- Formlehren ermöglichen die Prüfung von Radien, Winkeln, Kegeln, Gewinden etc.
- Grenzlehren verkörpern die zulässigen Höchst- und Mindestmaße von Bohrungen, Wellen und Gewinden

## Lehren im praktischen Einsatz
- Bohrlehren legen die geometrische Position der Bohrung auf einem Werkstück fest
- Putzlehren sind Holz- oder Metallleisten, die, an der Wand befestigt, ebene waagerechte bzw. senkrechte Putzflächen ermöglichen
- Lehrgerüste legen die geometrische Form eines Bauwerkes (z. B. Brücke oder Bogen) fest
- Schusslochprüfer finden im Schießsport Einsatz